# Iron Man (filme de 1931)
Iron Man é um filme de drama produzido nos Estados Unidos, dirigido por Tod Browning e lançado em 1931.